# Warren Hymer
Warren Hymer (25 de fevereiro de 1906 — 25 de março de 1948) foi um ator norte-americano da era do cinema mudo. Ele apareceu em 129 filmes entre 1929 e 1946. Nasceu em Nova Iorque, Nova Iorque, e faleceu em Los Angeles, Califórnia.

## Filmografia parcial
- Speakeasy (1929)
- The Far Call (1929)
- Frozen Justice (1929)
- Men Without Women (1930)
- Born Reckless (1930)
- Up the River (1930)
- Sinners' Holiday (1930)
- Oh, For a Man! (1930)
- Seas Beneath (1931)
- Charlie Chan Carries On (1931)
- Goldie (1931)
- The Unholy Garden (1931)
- One Way Passage (1932)
- 20.000 Years in Sing Sing (1932)
- Midnight Mary (1933)
- The Gold Ghost (1934 short)
- Little Miss Marker (1934)
- Young and Beautiful (1934)
- Kid Millions (1934)
- The Gilded Lily (1935)
- The Case of the Curious Bride (1935)
- The Widow from Monte Carlo (1935)[4]
- Rhythm on the Range (1936)
- You Only Live Once (1937)
- Navy Blues (1937)
- Meet the Boyfriend (1937)
- Sea Racketeers (1937)
- Ali Baba Goes to Town (1937)
- Telephone Operator (1937)
- Lady Behave! (1937)
- Gateway (1938)
- Bluebeard's Eighth Wife (1938)
- Submarine Patrol (1938)
- Coast Guard (1939)
- Mr. Moto in Danger Island (1939)
- Destry Rides Again (1939)
- Skylark (1941)
- Birth of the Blues (1941)
- Mr. Wise Guy (1942)
- So's Your Aunt Emma (1942)
- One Thrilling Night (1942)
- Baby Face Morgan (1942)
- Hitler – Dead or Alive (1942)
- Gangway for Tomorrow (1943)
- Three Is a Family (1944)
- Joe Palooka, Champ (1946)